# Thyellisca lamellosa
Thyellisca lamellosa is een tweekleppigensoort uit de familie van de Semelidae. De wetenschappelijke naam van de soort is voor het eerst geldig gepubliceerd in 1873 door H. Adams.